# Абано Терме
Абано Терме (итал. Abano Terme) је италијанска бања и град код Падове. Има радиоактивне и слане изворе са температуром од 85 °C.

## Становништво
Према резултатима пописа становништва 2011. у општини је живело 19.349 становника.
| 1931. | 1936. | 1951. | 1961.  | 1971.  | 1981.  | 1991.  | 2001.  | 2011.  |
| ----- | ----- | ----- | ------ | ------ | ------ | ------ | ------ | ------ |
| 6.763 | 7.062 | 8.377 | 11.024 | 13.693 | 16.405 | 17.735 | 18.206 | 19.349 |

## Партнерски градови
- Shibukawa
- Бад Фисинг
- Липик
- Kamena Vourla